# 후다역

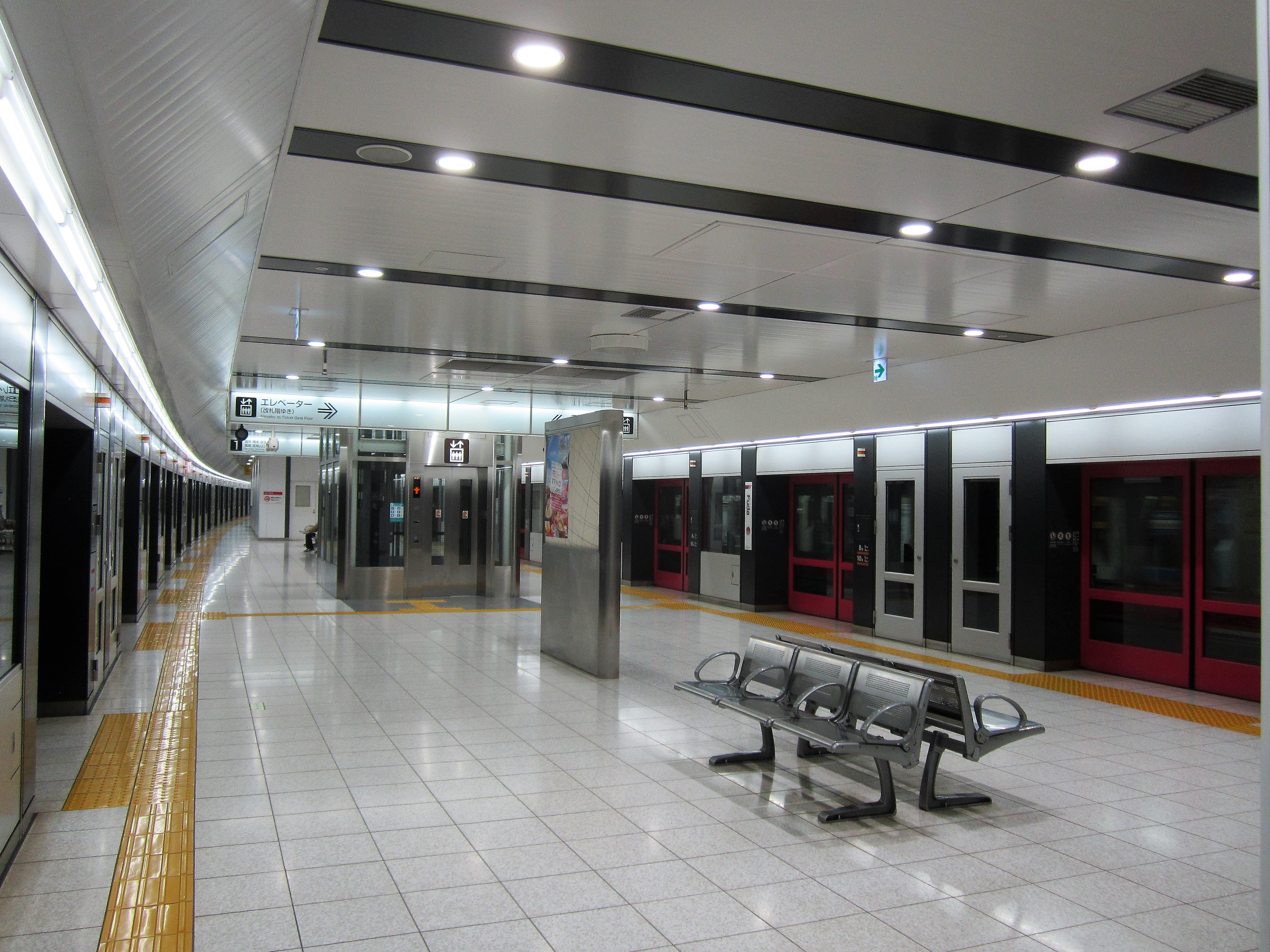
승강장

후다역(일본어: 布田駅、ふだえき)(영어: Fuda Station)은 일본 도쿄도 조후시에 위치한 게이오 전철 게이오 선의 철도역이다. 역 번호는 KO 16이며, 섬식 승강장 1면 2선의 구조를 갖춘 지상역이다. 2012년 8월 19일부터 지하역이 되었다. 풍압 대책을 위해 천장까지 밀폐된 스크린도어가 설치돼 있다.

## 타는 곳
| 1 | 게이오 선 | 하행 | 조후 · 하시모토 · 게이오하치오지 · 다카오산구치 방면   |
| 2 | 게이오 선 | 상행 | 메이다이마에 · 사사즈카 · 신주쿠 · 도영 신주쿠 선 방면 |

## 이용 현황
| 연도별 1일 평균 하차 승차 인원 | 연도별 1일 평균 하차 승차 인원 | 연도별 1일 평균 하차 승차 인원 |
| 연도                           | 평균 하차 인원                 | 평균 승차 인원                 |
| ------------------------------ | ------------------------------ | ------------------------------ |
| 1955년                         | 3,208                          |                                |
| 1960년                         | 4,547                          |                                |
| 1965년                         | 5,102                          |                                |
| 1970년                         | 4,877                          |                                |
| 1975년                         | 4,524                          |                                |
| 1980년                         | 9,736                          |                                |
| 1985년                         | 11,189                         |                                |
| 1990년                         | 11,960                         | 5,890                          |
| 1991년                         |                                | 6,085                          |
| 1992년                         | 6,041                          |                                |
| 1993년                         | 6,137                          |                                |
| 1994년                         | 6,079                          |                                |
| 1995년                         | 12,773                         | 6,276                          |
| 1996년                         |                                | 6,395                          |
| 1997년                         | 6,485                          |                                |
| 1998년                         | 6,633                          |                                |
| 1999년                         | 13,659                         | 6,686                          |
| 2000년                         | 13,994                         | 6,844                          |
| 2001년                         | 14,024                         | 6,836                          |
| 2002년                         | 14,208                         | 6,934                          |
| 2003년                         | 14,472                         | 7,060                          |
| 2004년                         | 14,625                         | 7,142                          |
| 2005년                         | 14,913                         | 7,362                          |
| 2006년                         | 14,983                         | 7,490                          |
| 2007년                         | 15,609                         | 7,825                          |
| 2008년                         | 15,746                         | 7,912                          |
| 2009년                         | 15,635                         | 7,847                          |
| 2010년                         | 15,573                         | 7,816                          |
| 2011년                         | 15,379                         | 7,699                          |
| 2012년                         | 15,366                         | 7,710                          |
| 2013년                         | 15,719                         |                                |
| 2014년                         | 16,006                         |                                |
| 2015년                         | 16,466                         |                                |
| 2016년                         | 16,638                         |                                |

## 역 주변
- 다마가와 병원

## 갤러리

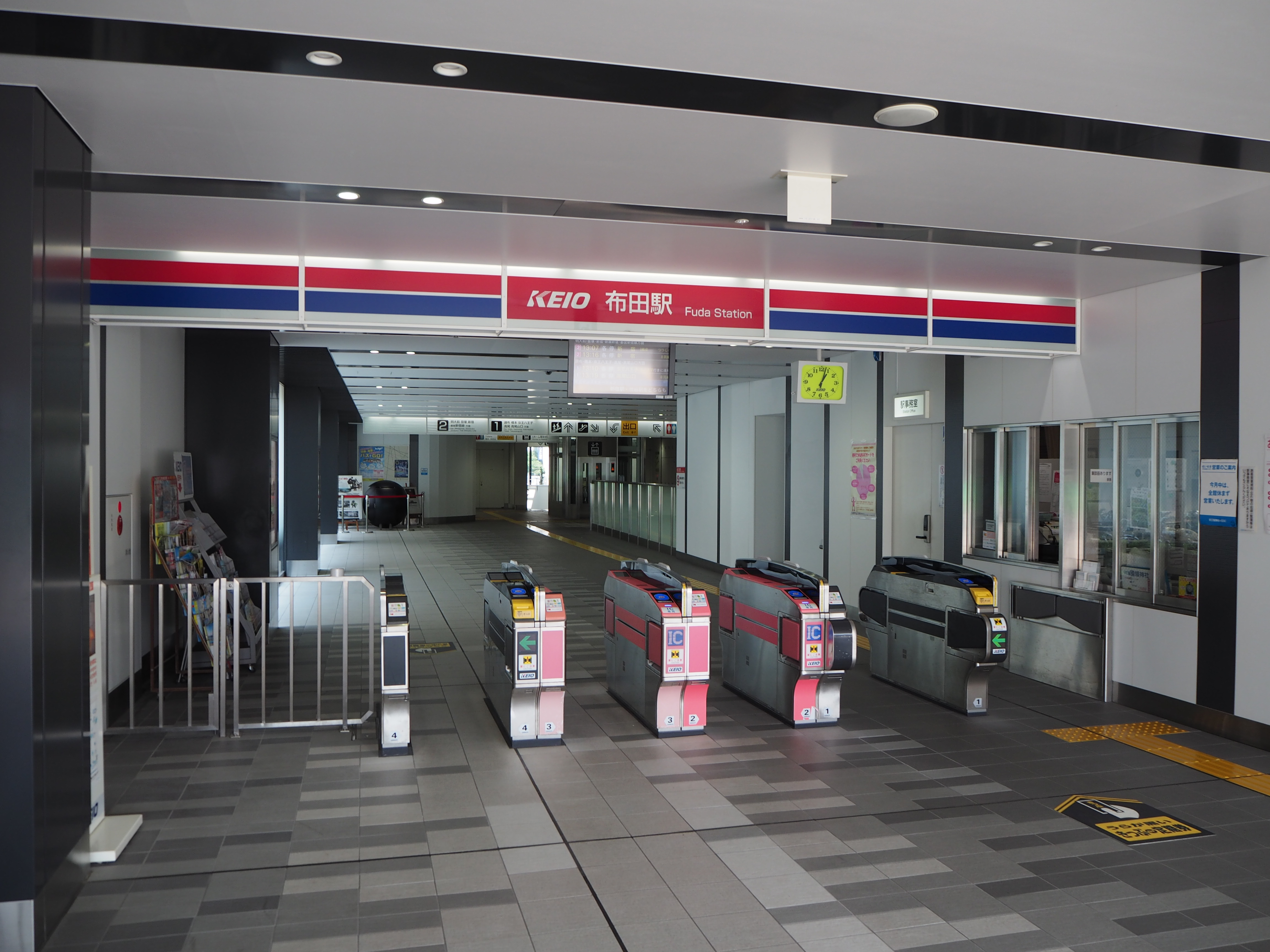
개찰구 (2015년 7월)
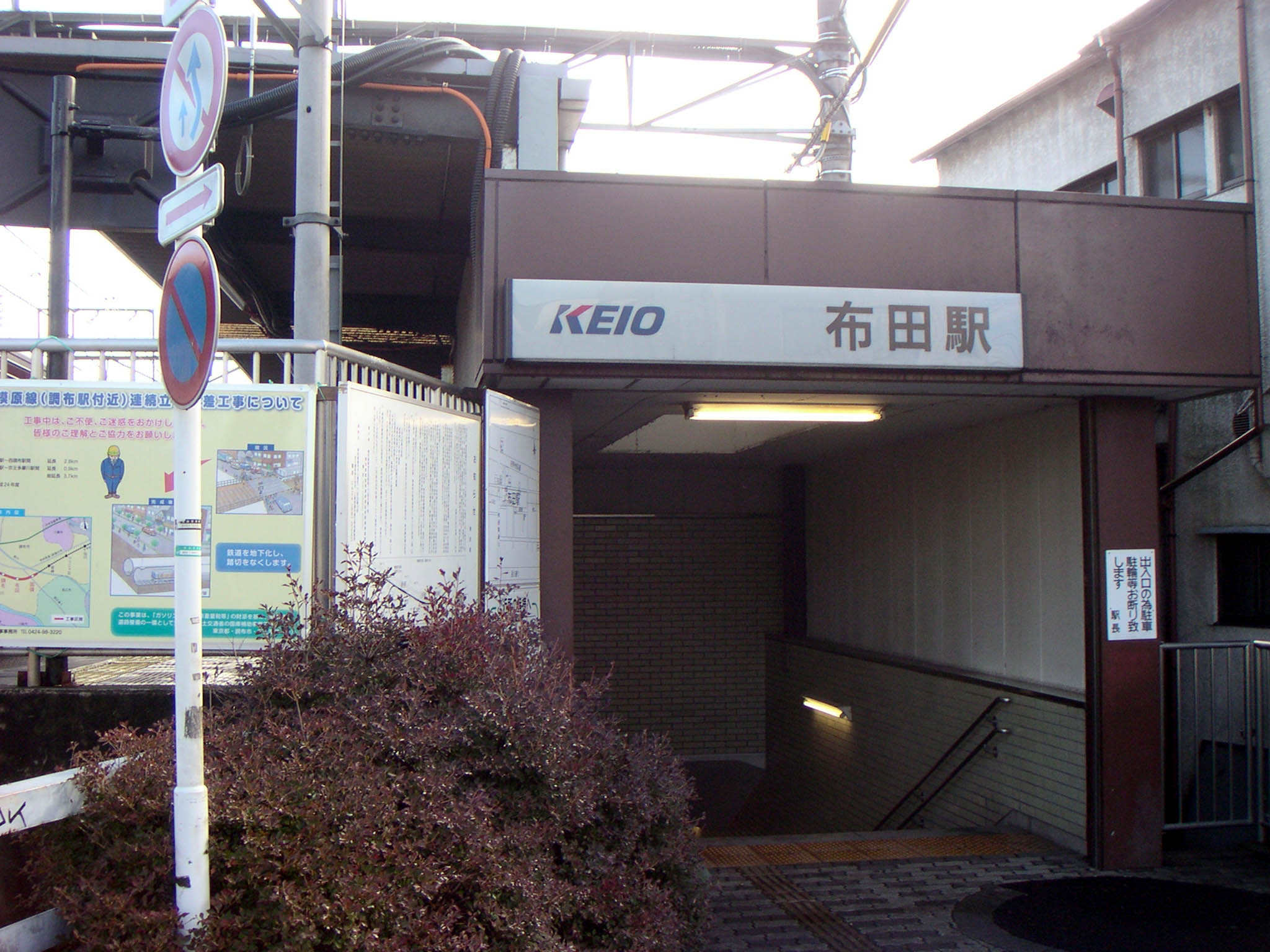
전 남쪽 출구(2005년 11월)
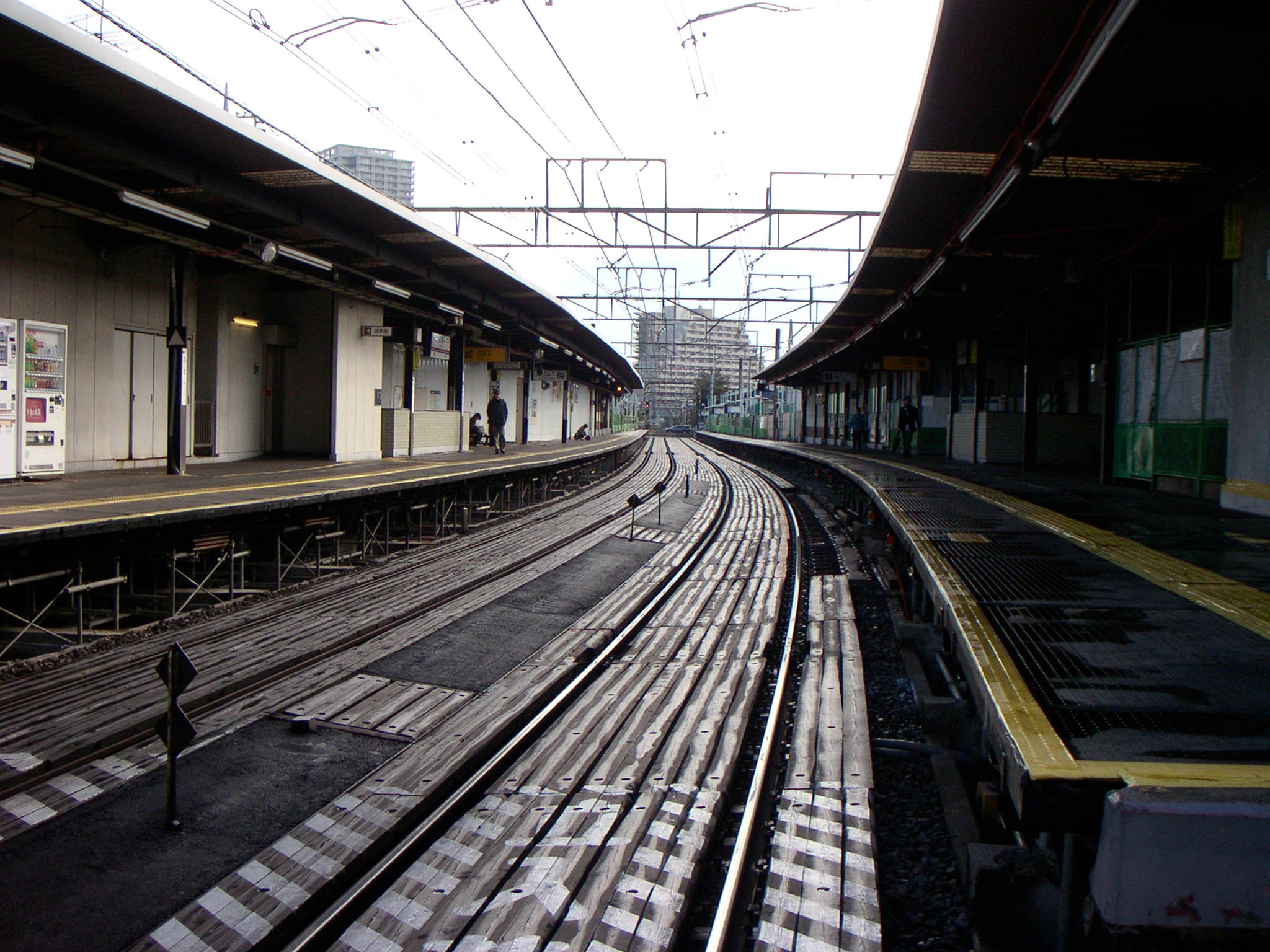
구선로와 홈, 조후역 측에서 상행 방면을 원한다(2005년 11월)
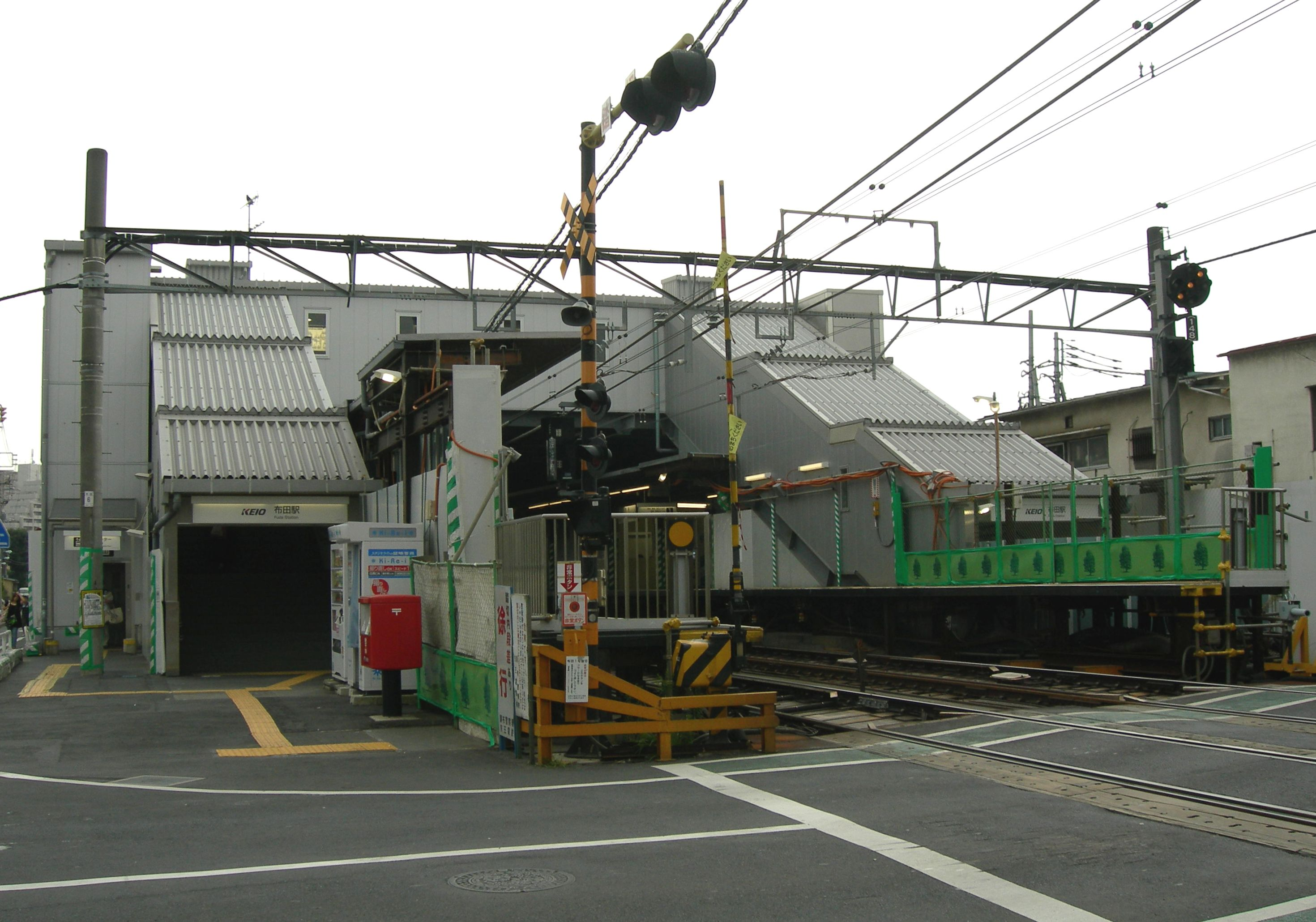
가설교상 역사·승강장(2009년 8월)

## 인접 역
| 게이오 전철 게이오 선    | 게이오 전철 게이오 선 | 게이오 전철 게이오 선          |
| ------------------------ | --------------------- | ------------------------------ |
| KO 16 고쿠료 신주쿠 방면 | 게이오 선             | 조후 KO 18 게이오하치오지 방면 |